# Бесагаш (Талгарский район)
Бесагаш (каз. Бесағаш, до 199? г. — Дзержинское) — село в Талгарском районе Алматинской области Казахстана. Административный центр Бесагашского сельского округа. Находится примерно в 15 км к западу от города Талгар на берегу реки Котырбулак. Основано в 1953 году. Код КАТО — 196243100.

## История
Село основано в 1953 году как отделение совхоза «Луч Востока».

## Административное деление
В состав села Бесагаш входит 17 дачных массивов ; «Тау — Булак» ; «Алма-Тау» ; «Тау-Думан» ; «Самал» ; «Самал 19 км» ; «Луч» ; «Тюльпан» ; «Банковец» ; «Нерудник» ; «Кок биык» ; «Асем» ; «Ынтымак» ; «Восход-2030» ; «Фимида» ; «Монтажник» ; «Природа» ; «Калина красная». Так же в селе есть несколько жилых комплексов с домами высотой 6, 10 и 12 этажей.

## Население
В 1999 году население села составляло 8857 человек (4343 мужчины и 4514 женщин). По данным переписи 2009 года в селе проживало 15458 человек (7638 мужчин и 7820 женщин).